# FFA P-16
Flug- und Fahrzeugwerke (FFA) P-16 je bil prototipni jurišnik, ki so ga razvijali v Švici v 1950ih. P-16 je po EFW N-20 drug švicarski poskus izgradnje reaktivnega lovca. P-16 so kasneje preklicali, namesto njega so naročili britanskega Hawker Hunter.
Je pa zanimivo, da je P-16 vplival na razvoj uspešnih Learjet poslovnih letal.

## Variante
- Mk I:
- Mk II:
- Mk III:

Predlagane različice:
- P-16-Trainer
- P-16 ECM
- AA-7: SNECMA Atar 9C
- AJ-7: General Electric J79
- AR-7: Rolls-Royce RB.168

- FFA P-16 MK.III J-3005/ X-HB-VAD
- FFA P-16 Trainer
- FFA P-16 ECM
- FFA SAAC-23

## Specifikacije (Mark III)
Podatki iz Switzerland's P-16: Father of the Learjet; Fricker 1991, p. 146.
Splošne karakteristike
- Posadka: 1 pilot
- Dolžina: 14,33 m (47 ft)
- Razpon kril: 11,15 m (36 ft 7 in)
- Višina: 4,27 m (14 ft 0 in)
- Površina kril: 30,0 m² (323 ft²)
- Teža praznega letala: 7037 kg (15500 lb)
- Maks. vzletna teža: 11713 kg (25800 lb)
- Pogon letala: 1 × Armstrong Siddeley ASSa.7 Sapphire turboreaktivni motor, 49,1 kN (11000 lbf)

 Zmogljivost 
- Maks. hitrost: 1118 km/h (604 vozlov, 694 mph) na nivoju morja, v čisti konfiguraciji
- Hitrost porušitve vzgona: 179 km/h (97 knots, 111 mph)
- Doseg: 1,447 km (781 nmi, 899 mi) na višini 9150 m (30000 ft)
- Višina leta: 14000 m (46000 ft)
- Hitrost vzpenjanja: 65,0 m/s (12795 ft/min)

Oborožitev

- Strelno orožje: 2 × 30 mm Hispano-Suiza HS.825 topova, vsak s 120 naboji
- Nosilci za orožje: 4 s kapaciteto Do 2590 kg (5700 lb) tovora
- Rakete: 44 × 68 mm SNEB rakete